# Romain Saïss
Romain Saïss (en arabe : رومان سايس ; en berbère : ⵕⵓⵎⴰⵏ ⵙⴰⵢⵙ), né le 26 mars 1990 à Bourg-de-Péage, en France, est un footballeur international marocain évoluant au poste de défenseur central à Al-Sadd SC.
Formé à l'AS Valence, il signe son premier contrat professionnel en 2012 au Clermont Foot avant de rejoindre Le Havre AC en 2013, Angers SCO en 2015, puis Wolverhampton au mois d'août 2016 où il sera sacré champion de la Championship lors de la saison 2017-2018 et donc promu en Premier League pour la saison 2018-2019.
Depuis l'arrivée d'Hervé Renard à la tête de la sélection marocaine en 2016, il est devenu un joueur cadre dans la défense centrale, prenant part à la CAN 2017, la Coupe du monde 2018, la CAN 2019, la CAN 2021, la Coupe du monde 2022 et la CAN 2023.

## Biographie

### Naissance, enfance et famille (1990-2004)
Romain Saïss naît le 26 mars 1990 à Bourg-de-Péage en région Auvergne-Rhône-Alpes d'un père marocain et d'une mère française, tous les deux restaurateurs. Romain Saïss grandit dans l'ouest de l'île de France à Poissy dans les Yvelines avec son petit frère Amine. Il commence à jouer au football à l'âge de cinq ans.
Ses parents divorcent lorsqu'il a huit ans et il habite alors avec sa mère, tout en rendant régulièrement visite à son père Radouane. Il a également deux demi-sœurs. Grand fan de l'Olympique de Marseille et ayant une famille de footballeurs (son père, ses oncles et son grand-père), le jeune Romain s'oriente très vite vers une carrière footballistique.

### En club

#### Formation à l'AS Valence et Clermont Foot (2004-2013)
Âgé de quatorze ans, Romain Saïss intègre l'école de l'AS Valence, travaille au restaurant de son père Radouane et s'occupe régulièrement de son petit frère Amine Saïss âgé de cinq ans de moins, après ses entraînements. Il déclare à propos de cette époque : « Quand j’étais jeune, j’ai vu mes parents travailler très dur. J’ai donc travaillé dans le restaurant à mon père pour l’aider. J’étais autorisé à laver les plats et distribuer les menus. ».
Il commence très jeune le football dans un club de sa région, l'AS Valence. Durant la saison 2010-2011, Romain Saïss évolue en cinquième division française. Formé à l'AS Valence (où il évoluait au poste de défenseur central ou de milieu défensif), Romain Saïss est découvert par Sébastien Regache qui le suit pendant plusieurs mois, avant de le proposer et de le recommander à Jean-Noël Cabezas, l'entraîneur de l'équipe réserve du Clermont Foot, club qu'il rejoindra en 2011. Après de bonnes performances sous la coupe de Jean-Noël Cabezas et de Malek Aguad, en CFA 2 avec l'équipe réserve, Saïss participe aux entraînements du groupe professionnel dès le mois d'octobre. Il est titularisé pour la première fois par Michel Der Zakarian lors d'un match de championnat face à LB Châteauroux. Il signe son premier contrat professionnel en février 2012.

#### Le Havre AC (2013-2015)
En juillet 2013, il signe un contrat avec Le Havre AC en Ligue 2 sous l'entraîneur Erick Mombaerts.
Il est titularisé pour son premier match le 2 août 2013 aux côtés de Riyad Mahrez qui évolue dans le même club. Le 10 janvier 2014, il marque son premier but face à Metz à la 34e minute dans un match de championnat (match nul, 2-2). Il finira par être titularisé tout au long de la saison 2013-2014. À l'occasion de son dernier match sous le maillot du Havre, il marque un but face à Auxerre à la 49e minute. Il sort sur un applaudissement général des supporters à la 66e minute pour Ludovic Gamboa. Il aura joué 65 matchs et marqué 3 buts.

#### Découverte de la Ligue 1 avec Angers SCO (2015-2016)
Le 3 juillet 2015, Romain Saïss s'engage pour deux saisons au Angers SCO, promu en Ligue 1.
Il dispute son premier match le 8 août 2015 à l'extérieur face à Montpellier HSC où il aura porté le numéro 28 (victoire, 0-2). Le 12 septembre 2015, il marque son premier but à la 33e minute sur une passe décisive de Billy Ketkeophomphone face à Lorient (défaite, 3-1). Au match retour, le 19 mars 2016, il remarque un autre but face à la même équipe à la 39e minute (victoire, 5-1). Le 14 mai 2016, il joue son dernier match sous les couleurs du SCO Angers.
Il termine la saison à la neuvième place de Ligue 1 et remporte la distinction du meilleur joueur du club de la saison.

#### Montée en Premier League avec Wolverhampton (2016-2022)
Le 30 août 2016, il signe un contrat de quatre saisons (jusqu'au 30 juin 2020) à Wolverhampton Wanderers en Championship pour un montant de 4 millions d'euros.

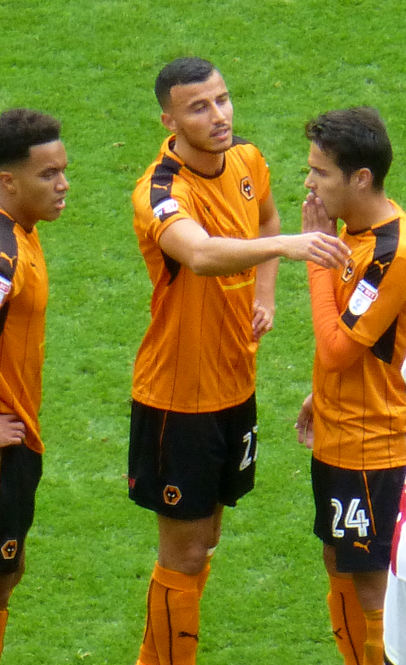
Saïss (ici en 2016) contre le Brentford FC.

Il joue son premier match officiel le 17 septembre 2016 face à Newcastle United portant le numéro 27 (victoire, 0-2). Très apprécié par l'entraîneur Nuno Espírito Santo, il joue tous les matchs en tant que titulaire. Il marque son premier but le 30 septembre 2017 face à Burton Albion à la onzième minute (victoire, 0-4). Son club finira la saison 2016-2017 à la quinzième place du championnat.
Lors de la saison 2017-2018, le joueur est titularisé 51 fois et marque 4 buts. Faisant des prestations remarquables, le joueur figure plusieurs fois dans l'équipe type de la semaine de la Championship. Courant 2018, le joueur et le Wolverhampton accumulent les victoires et terminent la saison 2017-2018 à la première place du classement, obtenant la promotion en Premier League pour la saison 2018-2019.
Le 22 septembre 2018, Romain Saïss dispute son premier match en Premier League à Old Trafford en entrant en jeu face à Manchester United FC (match nul, 1-1). Le 30 novembre 2018, il reçoit sa première titularisation face à Cardiff City FC (défaite, 1-2). Le 26 décembre 2018, il inscrit son premier but en Premier League à l'occasion d'un match face à Fulham FC au Craven Cottage (match nul, 1-1). Le 21 février 2019, il décide de prolonger son contrat jusqu'en mi-2021. Il termine la saison à la septième place de la Premier League et assure une place dans les qualifications pour la Ligue Europa. Romain Saïss explique à propos de cette saison remarquable : « L'entraîneur est arrivé et a instauré une bonne dynamisme, un bon groupe de joueurs très restreints : 19 joueurs en comptant les gardiens. Ca montre que tout le monde est impliqué. Il a apporté une touche technique qui correspond à mon jeu également. ».
Le 25 juillet 2019, il fait ses débuts en compétition européenne dans les qualifications face à Crusaders FC (victoire, 2-0). Le 24 octobre 2019, il inscrit son premier but en compétition européenne en ouvrant le score face au Slovan Bratislava, comptant pour la Ligue Europa (victoire, 1-2).
Le 18 mars 2021, son contrat est automatiquement prolongé d'un an après avoir atteint 20 titularisations en Premier League lors de la saison 2020-21, ce qui l'attache au club jusqu'en juin 2022.
Le 15 décembre 2021, Romain Saïss est décrit comme étant le Paolo Maldini marocain par son entraîneur Bruno Lage, après une remarquable prestation en Premier League à l'extérieur face à Brighton & Hove Albion FC, dans lequel il inscrit l'unique but du match, considéré comme historique (la dernière victoire de Wolverhamtpon Wanderers face à Brighton & Hove Albion FC à l'extérieur remonte à 1979). Le 11 février 2022, le club publie sur ses réseaux sociaux le maillot de Romain Saïss sur lequel est floqué un hommage à Rayan, un garçon de 5 ans décédé dans un puits au Maroc. Le 13 février 2022, il dispute son 100e match en Premier League lors d'un match à l'extérieur face à Tottenham Hotspur FC. Il dispute son 200e match avec le club toutes compétitions confondues le 5 mars 2022 à domicile face à Crystal Palace FC.
Le 31 mai 2022, Romain Saïss annonce via ses réseaux sociaux quitter le club après la fin de son contrat, après avoir joué 206 matchs pour le club en six saisons et inscrit quinze buts dont neuf en Premier League. Peu après cette annonce, Saïss priorise un club de Premier League, mais ne reçoit aucune offre, étant alors obligé de signer dans un grand club à l'approche de la Coupe du monde 2022.

#### Beşiktaş JK (2022-2023)
Le 17 juin 2022, il signe un contrat libre de trois saisons dont une en option au Beşiktaş JK. Il porte le numéro 26 sous l'entraîneur Valérien Ismaël et reçoit le brassard de capitaine.
Le 26 juillet 2022, il entre pour la première fois en jeu en remplaçant Necip Uysal à la 80e minute à l'occasion d'un match amical de présaison contre Deportivo Alavés. Le 6 août 2022, il dispute son premier match en championnat face à Kayserispor (victoire, 1-0). Le 2 octobre 2022, il livre une remarquable prestation face au Fenerbahçe SK (match nul, 0-0). Le 5 novembre 2022, il délivre sa première passe décisive sur le but de Cenk Tosun à la 28e minute face à Galatasaray SK (défaite, 2-1).
Disputant son dernier match de la saison le 21 mai 2023 contre l'Adana Demirspor (victoire, 1-4), il s'absente lors des deux dernières journées avant que son club ne termine la saison à la troisième place du classement de la Süper Lig. En fin de saison, des rumeurs circulent sur une potentielle dispute entre Saïss et son entraîneur Şenol Güneş arrivé au milieu de la saison. Les rumeurs sont confirmés par Saïss qui cite en juillet 2023 : « Depuis qu’il est arrivé, il y a eu une accumulation de choses qui m’ont amené à me dire que je devais partir car je ne pouvais pas faire confiance à une personne comme ça (...)  Il m’a reproché des choses en Coupe du monde. Que tu ne sois pas d’accord avec ce que je fais, ce n’est pas un problème. Mais tu ne peux pas venir face à la presse pour te faire bien voir et ensuite en privé venir dire l’inverse. Me tailler devant la presse car je vais jouer une demi-finale blessé pour mon pays puis ensuite me dire en privé que j’ai bien fait et qu’il aurait fait la même chose. ».

#### Al-Sadd SC et prêt (depuis 2023)
Le 24 juillet 2023, âgé alors de 33 ans, il s'engage à l'Al-Sadd SC pour un montant de 2,5 millions d'euros et une durée de deux saisons,. Il porte ainsi le numéro 29 sous la houlette de l'entraîneur Juanma Lillo. Ce transfert est motivé par son ancien coéquipier en sélection Mehdi Benatia, qui possède Saïss dans son agence de football. Malgré des intérêts du RC Lens et l'Olympique de Marseille, Saïss explique son choix en citant : « J’ai dû avoir 4-5 propositions fermes de clubs qui jouaient la Ligue des champions ou une Coupe d'Europe. Évidemment que la C1 c’est le top du top. Mais voilà, il y a des décisions qui doivent être prises et respectées. Détailler chaque offre et pourquoi ça n’a pas abouti, ce serait long et compliqué. Quand on prend une décision comme celle-là, on pense à tout surtout quand on est un père de famille, qu’on a une femme, des enfants. Je pense avoir pris la meilleure décision possible pour mon environnement et je ne regrette rien. ».
Quelques jours après sa signature, la Fédération du Qatar de football refuse de valider la licence de Saïss car les clubs n'ont le droit de faire jouer que sept joueurs étrangers, alors qu'Al-Sadd SC avait déjà dépassé ce quota. Saïss est alors directement mis sur la liste des départs, sans avoir disputé aucune minute. Dans la foulée, il est prêté au Al-Shabab FC en Arabie saoudite, entraîné par l'Argentin Juan Brown.
Le 15 septembre 2023, il dispute son premier match avec Al-Shabab FC en étant titularisé contre Al-Fayha FC, face auquel il marque l'unique but du match à la 52e minute. Le 5 octobre, il inscrit son deuxième but en championnat contre Al-Riyadh FC (match nul, 2-2).

### En sélection

#### Débuts avec le Maroc (2012-2016)

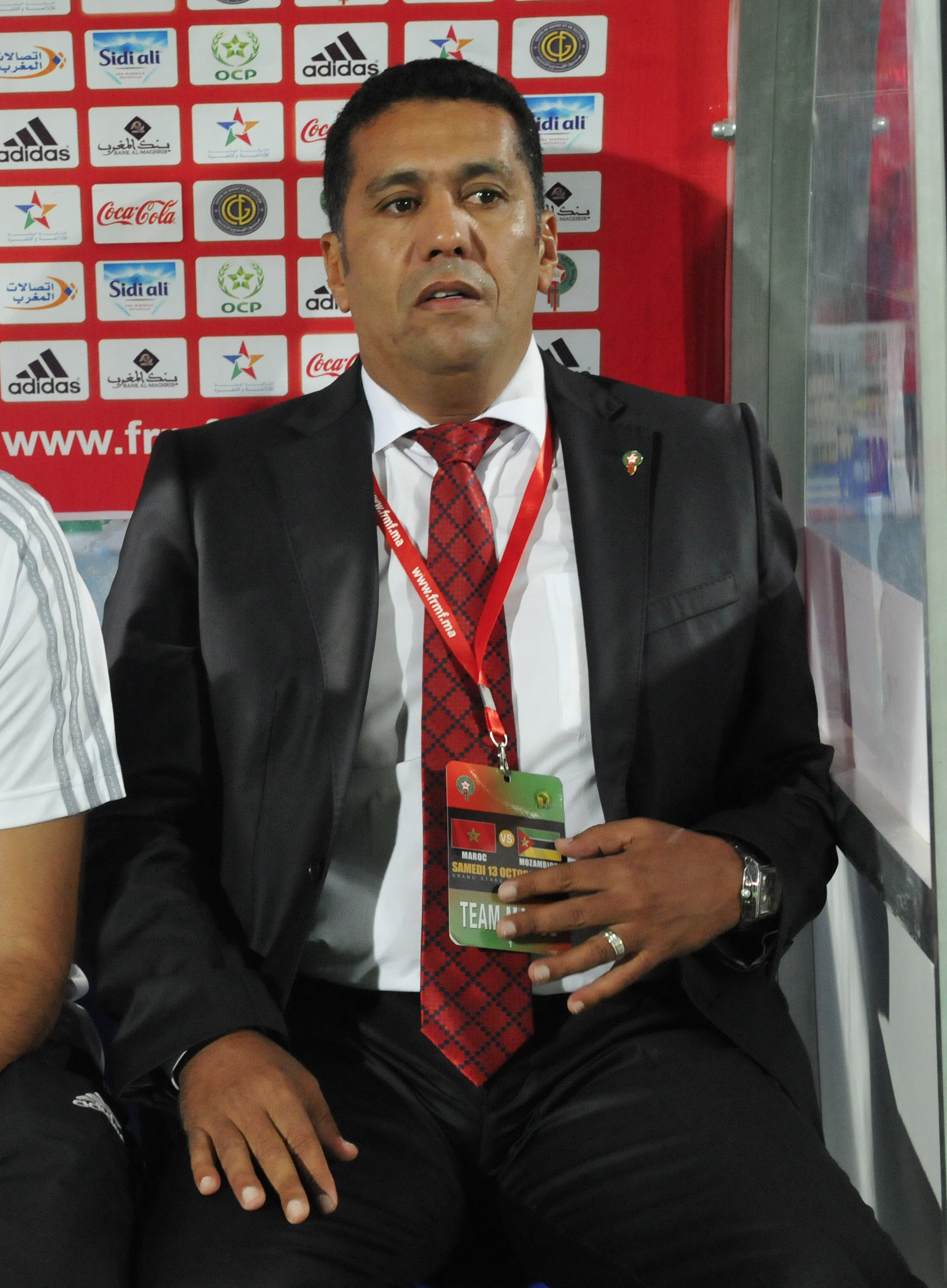
Taoussi (ici en 2012) lance Saïss avec le Maroc en 2012.

Possédant la double nationalité française et marocaine et n'ayant jamais été convoqué avec une équipe nationale des catégories inférieures de la France ou du Maroc, il reçoit sa première convocation en acceptant l'appel du sélectionneur marocain Rachid Taoussi, en novembre 2012 dans le cadre d'un match amical opposant le Maroc au Togo le 14 novembre 2012. Il rentre à la 79e minute de jeu en remplacement de Zakarya Bergdich au Stade Mohammed-V de Casablanca (défaite, 0-1). Cependant, il n'est pas repris en CAN 2013 qui a lieu en janvier 2013.
Sous Badou Zaki (2014-2016), il ne reçoit aucune convocation en sélection.

#### Charnière avec Benatia sous Hervé Renard (2016-2019)
Le 16 février 2016, Hervé Renard devient sélectionneur du Maroc, succédant à Badou Zaki. Il reçoit sa première convocation sous Renard en mars 2016 pour une double confrontation face au Cap-Vert, comptant pour les éliminatoires de la CAN 2017. Romain Saïss dispute ainsi deux fois 90 minutes et fait bonne impression en n'ayant encaissé aucun but. Lors de cette trêve internationale, Oussama Tannane fait également ses débuts officiels avec l'équipe du Maroc (match aller : victoire, 0-1 et match retour : victoire, 2-0). En mai 2016, Romain Saïss est à nouveau convoqué pour un match amical face au Congo (victoire, 2-0) et un match des éliminatoires de la CAN 2017 face à la Libye (match nul, 1-1).

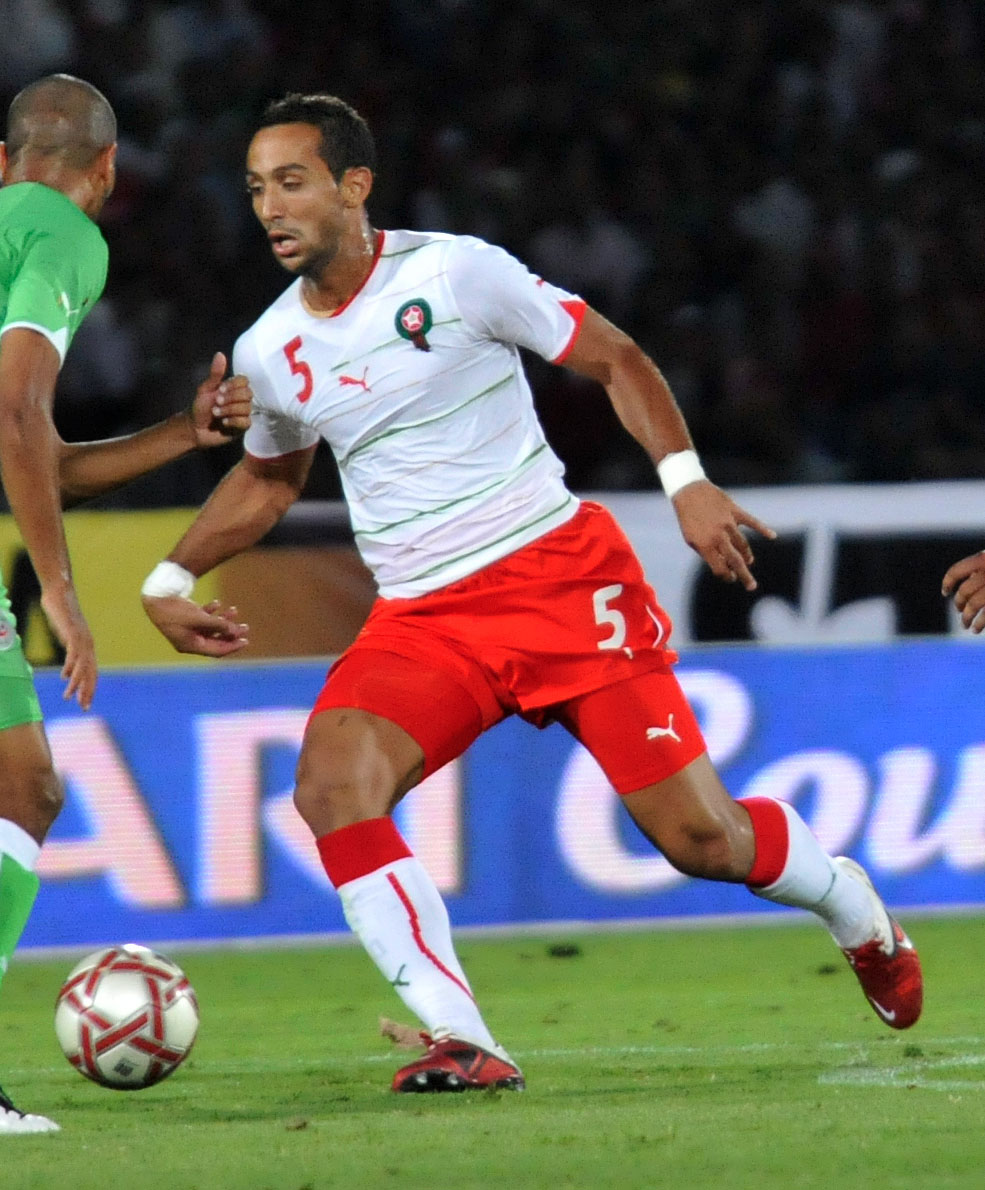
Renard met en place une défense centrale composée de Saïss et Benatia (ici en 2011).

En décembre 2016, Romain Saïss figure sur la liste de Hervé Renard pour disputer la Coupe d'Afrique des nations 2017 au Gabon dans un groupe composé de la République démocratique du Congo, du Togo et de la Côte d'Ivoire. Saïss dispute seulement 73 minutes lors du premier match face à la République démocratique du Congo avant d'être remplacé par Fayçal Fajr selon les choix tactiques de l'entraîneur (défaite, 1-0). Cependant, Romain dispute l'entièreté des deux autres matchs de poule face au Togo (victoire, 3-1) et la Côte d'Ivoire (victoire, 1-0) et se qualifie ainsi en quarts de finale de la compétition. Face au Togo, il inscrit son premier but international au Stade d'Oyem sur une tête grâce à une passe décisive sur coup franc de Fayçal Fajr. Il est éliminé en quarts de finale face à l'Égypte de Mohamed Salah (défaite, 1-0). Cette compétition permet à Hervé Renard de découvrir sa nouvelle charnière centrale : Romain Saïss avec Mehdi Benatia, dont il se servira tout au long de sa période en tant que sélectionneur du Maroc.
En mars et mai 2017, il dispute trois matchs amicaux : le 24 mars 2017 face au Burkina Faso (victoire, 2-0), le 28 mars 2017 face à la Tunisie (victoire, 1-0) et le 31 mai 2017 face aux Pays-Bas au Stade Adrar d'Agadir (défaite, 1-2). Dans les trois matchs, il est titularisé dans une charnière centrale avec Mehdi Benatia. Ces matchs ont été organisé avec le but de préparer les éliminatoires de la Coupe du monde 2018 en Russie. En septembre 2017, il dispute une double confrontation face au Mali comptant pour les éliminatoires de la Coupe du monde 2018 (match aller : victoire, 6-0 et match retour : match nul, 0-0). Le 7 octobre 2017, il participe à un match décisif face au Gabon dans un Stade Mohammed-V bouillant de supporters. Il remporte ce match sur un score de 3-0 et dispute une finale qualificative directe face à la Côte d'Ivoire le 11 novembre 2017. Le match est joué au Stade Félix-Houphouët-Boigny d'Abidjan et est remporté par les Marocains sur le score de 0-2, grâce à un but de Nabil Dirar et Mehdi Benatia. Le Maroc est ainsi qualifié en Coupe du monde 2018. Figurant dans la liste des 23 joueurs sélectionnés pour la Coupe du monde 2018, il dispute entre mars et juin 2018 un nombre de cinq matchs amicaux, notamment face à la Serbie (victoire, 1-2), l'Ouzbékistan (victoire, 2-0), l'Ukraine (match nul, 0-0), la Slovaquie (victoire, 1-2) et l'Estonie (victoire, 1-3).
Le 15 juin 2018, à l'occasion du premier match du Maroc en Coupe du monde 2018, il est titularisé au Stade de Saint-Pétersbourg face à l'Iran dans une charnière centrale avec Mehdi Benatia. Le match est perdu dans les dernières minutes du match à la suite d'un but contre son camp d'Aziz Bouhaddouz (défaite, 0-1). Lors du deuxième match face au Portugal, il commence sur le banc à la suite d'une légère blessure, remplacé par Manuel da Costa (défaite, 0-1). Le 25 juin 2018 à Kaliningrad, il est titularisé lors du troisième match, sans enjeu face à l'Espagne (match nul, 2-2). Le Maroc est alors éliminé au premier tour.

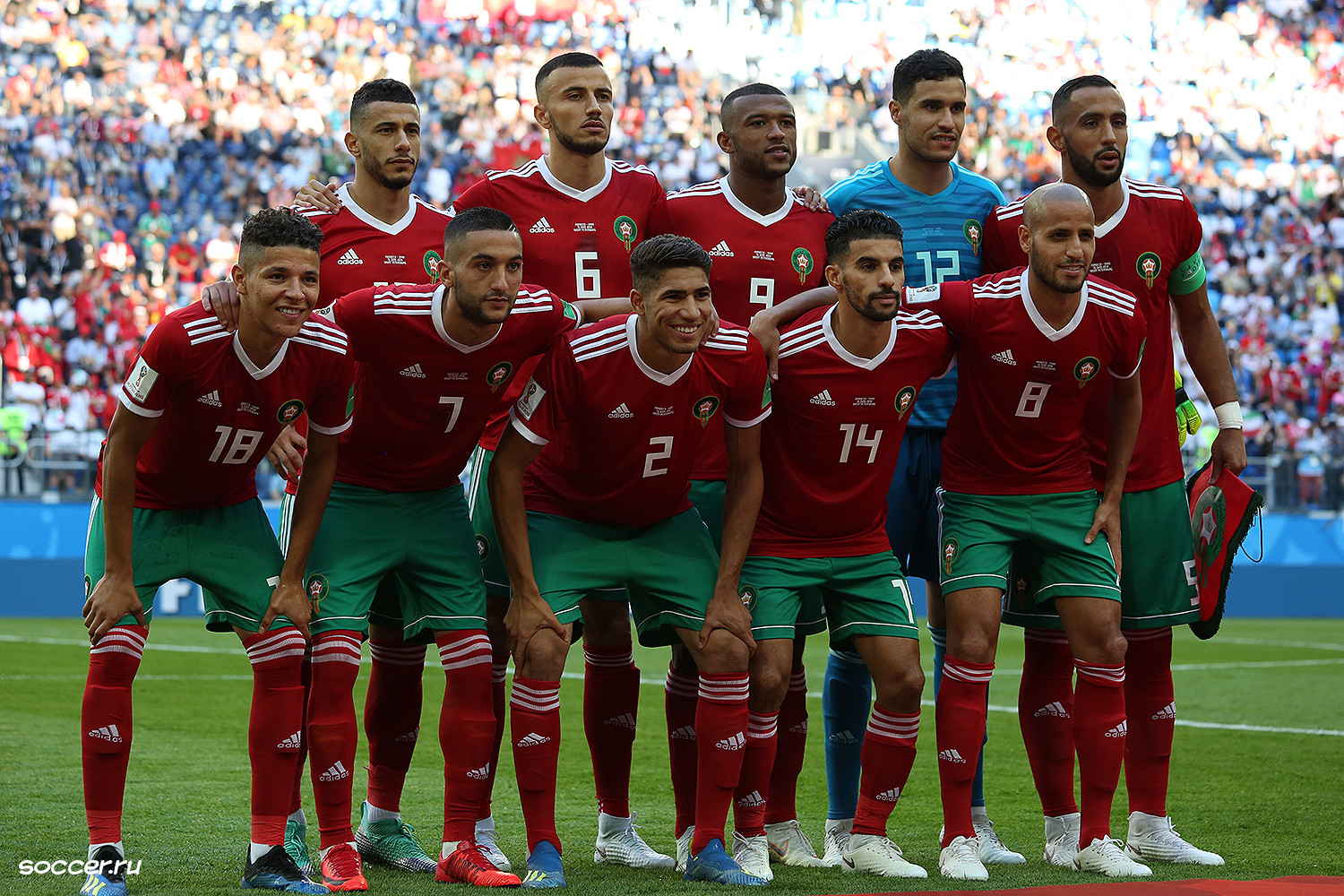
Saïss (deuxième en haut à gauche) lors de l'hymne national du Maroc en Coupe du monde 2018.
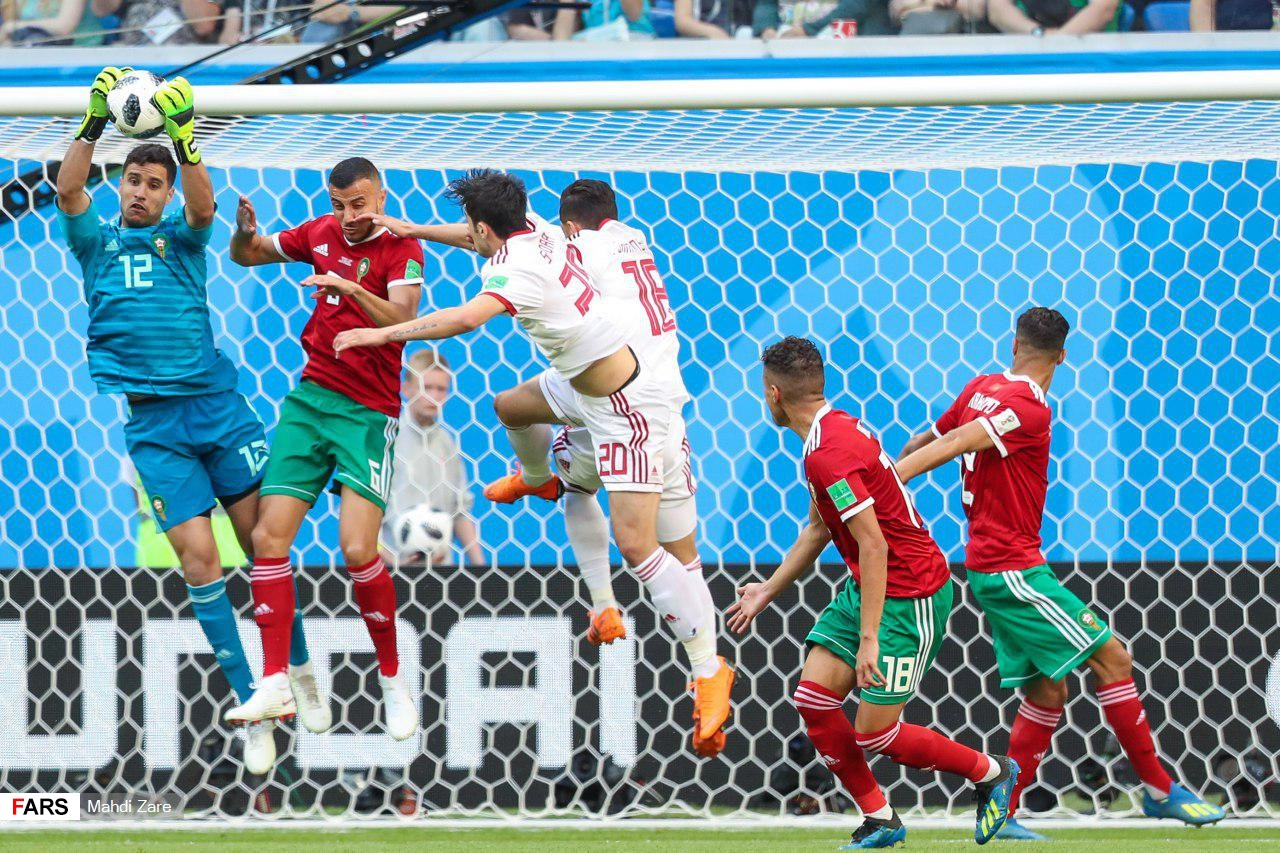
Saïss (numéro 6) couvrant le gardien Munir El Kajoui lors d'une action défensive face à Sardar Azmoun.
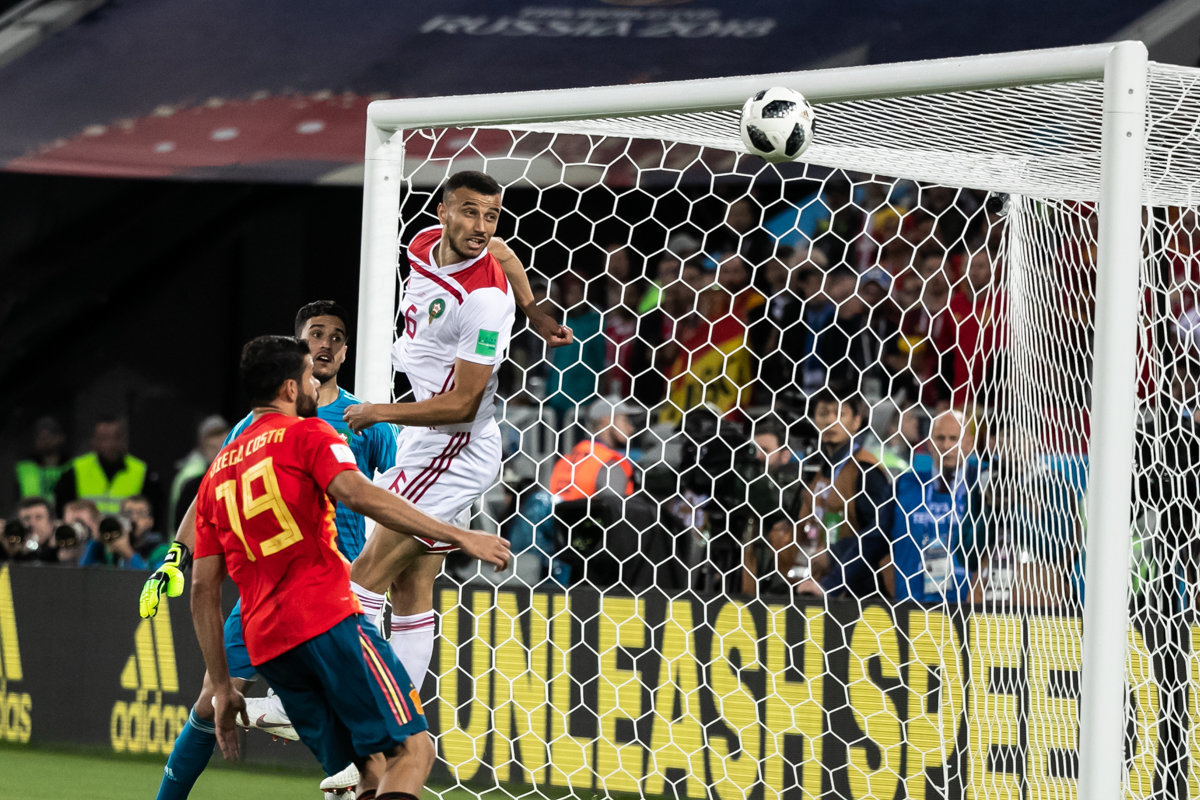
Saïss sauvant le ballon sur la ligne de son gardien devant les yeux de Diego Costa (numéro 19).
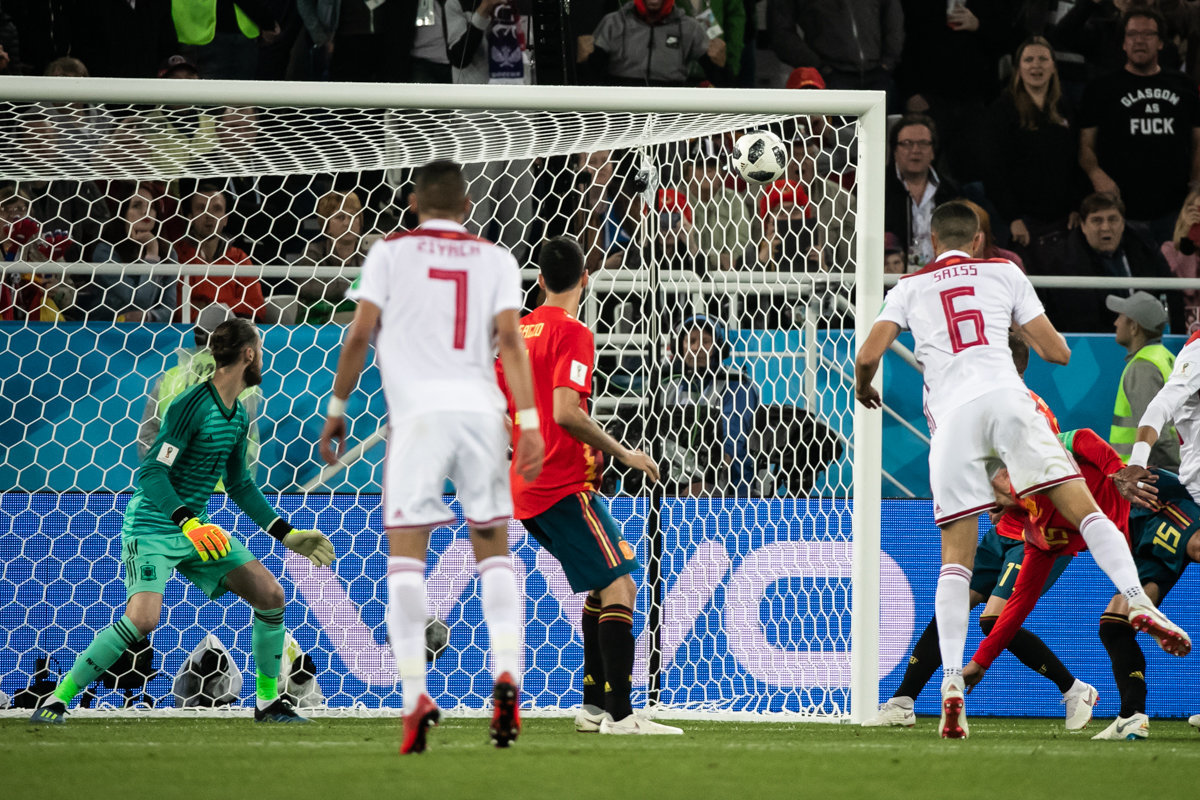
Saïss manquant une occasion sur une tête en direction de la cage de David de Gea.

À la suite de cette élimination, Renard est conservé en tant que sélectionneur et les objectifs sont fixés sur la CAN 2019. Le 8 septembre 2018, il dispute son premier match des qualifications à la CAN 2019 face au Malawi (victoire, 3-0). Il enchaîne en octobre 2018 avec une double confrontation face aux Comores (match aller : victoire, 1-0 et match retour : match nul, 2-2). Le 16 novembre 2018 face au Cameroun, il est mis sur le banc pour laisser sa place à Manuel da Costa (victoire, 2-0). Cette victoire est alors synonyme de qualification à la CAN 2019. Romain Saïss dispute trois matchs amicaux dans le cadre des préparations à la CAN 2019, notamment face à l'Argentine (défaite, 0-1), la Gambie (défaite, 0-1) et la Zambie (défaite, 2-3).
En juin 2019, il figure dans la liste des joueurs convoqués pour disputer la Coupe d'Afrique des nations 2019. Le 23 juin, lors du match d'ouverture de la CAN 2019 du Maroc face à la Namibie, Romain Saïss dispute l'intégralité de la rencontre (victoire, 1-0). Les Lions de l'Atlas assurent une qualification en huitième de finales grâce à deux victoires dont une face à la Côte d'Ivoire (victoire, 1-0) et l'autre face à l'Afrique du Sud (victoire, 1-0). Romain Saïss qui tient la cage avec aucun but encaissé. En huitième de finales face au Bénin, son coéquipier Hakim Ziyech manque un penalty à la dernière minute du jeu sur un match nul de 1-1. Le match se solde sur une victoire béninoise après une séance de penalty ratée et les Marocains se voient éliminés de la compétition. Le 21 juillet 2019, de retour au Maroc, Hervé Renard annonce sa démission du poste d'entraîneur de la sélection du Maroc.

#### Rôle de capitaine, CAN 2021 et Coupe du monde 2022
Le 15 août 2019, Vahid Halilhodžić est désigné nouveau sélectionneur du Maroc. À la suite de la retraite internationale de Mehdi Benatia, le brassard de capitaine est d'abord partagé entre Hakim Ziyech et Romain Saïss.
Le 15 novembre 2019, il dispute son premier match sous le nouveau sélectionneur à l'occasion d'un match de qualification à la CAN 2021 face à la Mauritanie en étant titularisé aux côtés de Yunis Abdelhamid (match nul, 0-0). Lors de ce match, Hakim Ziyech porte le brassard de capitaine. Le 19 novembre 2019 face au Burundi, Romain Saïss est le porteur du brassard de capitaine et s'en sort avec une victoire de 0-3 au Stade du Prince Louis Rwagasore. À la suite de la pandémie de Covid-19, la totalité des matchs sont reportés d'environ une année. En octobre 2020, il porte à nouveau le maillot du Maroc à l'occasion de deux matchs amicaux : 90 minutes face au Sénégal (victoire, 3-1) et sur le banc face à la République démocratique du Congo (match nul, 1-1). En novembre 2020, il dispute une double confrontation face à la République centrafricaine comptant pour les qualifications à la CAN 2021 (match aller : victoire, 4-1 et match retour : victoire, 0-2). En mars 2021, il assure sa qualification à la CAN 2021 grâce à un nul en match retour face à la Mauritanie (0-0) et une victoire face au Burundi (1-0). En juin 2021, il dispute deux matchs amicaux : le 8 juin 2021 face au Ghana (victoire, 1-0) et le 12 juin 2021 face au Burkina Faso (victoire, 1-0).
Le 2 septembre 2021, il commence sa campagne des éliminatoires de la Coupe du monde 2022 par une victoire de 2-0 face au Soudan. En l'espace d'une fin d'année, le Maroc parvient à se qualifier en barrages de Coupe du monde grâce à de multiples victoires : face à la Guinée-Bissau (match aller : victoire, 5-0 et match retour : victoire, 0-3), face à la Guinée (match aller : victoire, 1-4 et match retour : victoire, 3-0). Le match retour face au Soudan se solde sur une victoire marocaine de 0-3. Lors de ces matchs, le sélectionneur hésite souvent de sa charnière centrale, ayant testé plusieurs joueurs en duo avec Saïss dont Samy Mmaee, Sofian Chakla, Jaouad El Yamiq ou encore Nayef Aguerd. Lors du tirage au sort africain qui a lieu en décembre 2021, le Maroc tombe nez-à-nez sur l'équipe de République démocratique du Congo, qu'ils doivent affronter dans le cadre d'un match aller-retour en mars 2022, afin de valider son ticket pour la Coupe du monde 2022.

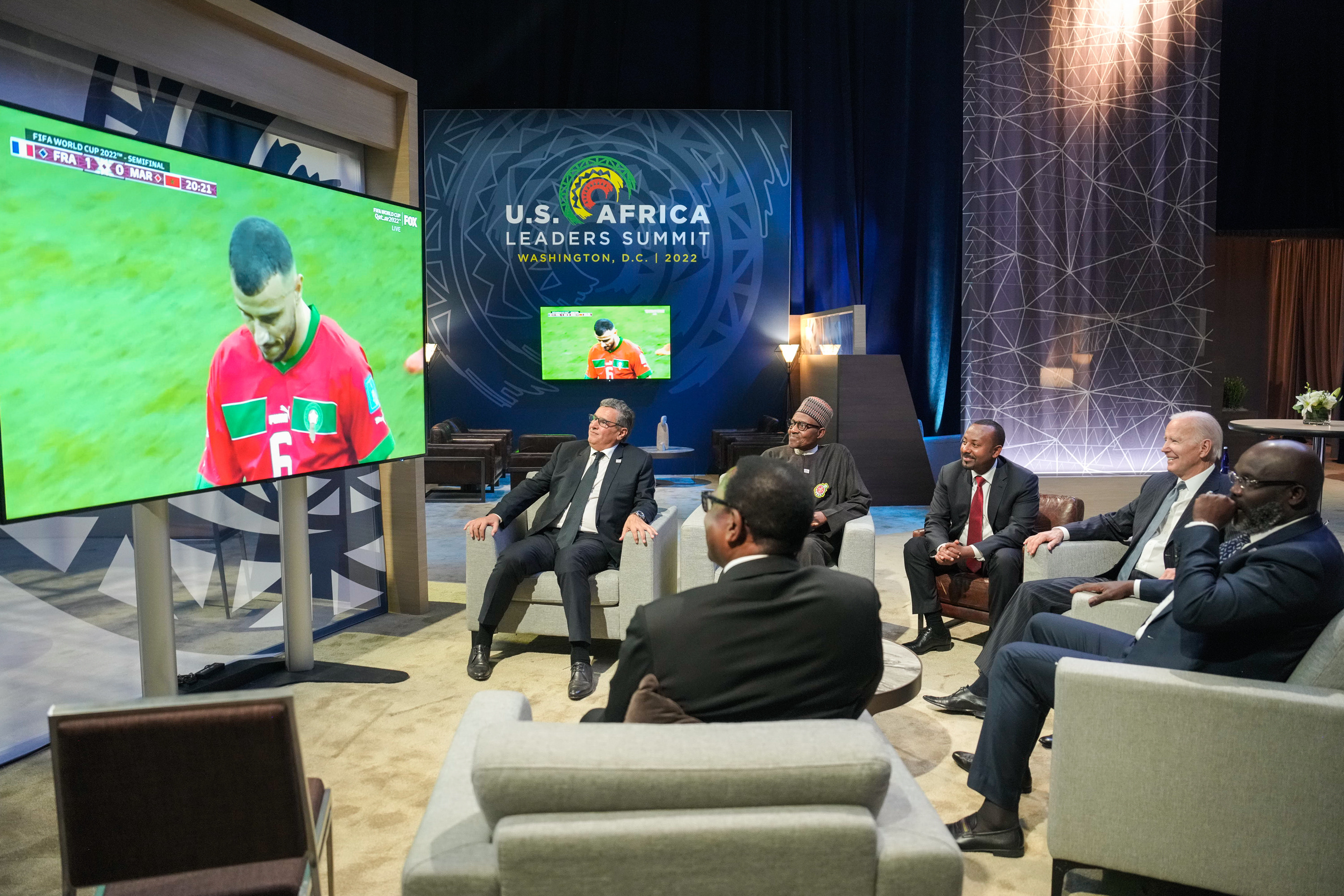
Saïss sur l'écran du président Joe Biden pendant la Coupe du monde 2022 à Washington.

Le 23 décembre 2021, il figure officiellement en tant que capitaine dans la liste des 28 joueurs sélectionnés de Vahid Halilhodžić pour la Coupe d'Afrique des nations 2021 au Cameroun. Le 10 janvier 2022, il dispute son premier match de la compétition face au Ghana (victoire, 1-0). Le 14 janvier 2022, il dispute son deuxième match face aux Comores (victoire, 2-0). Blessé à l'occasion du troisième match face au Gabon, il commence le match sur le banc, remplacé par Sofian Chakla. Romain Saïss rentre à la 89e minute du match (match nul, 2-2). En huitième de finales, il est titularisé face au Malawi (victoire, 2-1). En quart de finales, il dispute 120 minutes face à l'Égypte (défaite, 2-1).
Le 12 septembre 2022, il reçoit une convocation du nouveau sélectionneur du Maroc Walid Regragui pour un stage de préparation à la Coupe du monde 2022 à Barcelone et Séville pour deux confrontations amicales, notamment face au Chili et au Paraguay,. Le 23 septembre 2022, à l'occasion du premier match du sélectionneur Walid Regragui face au Chili au Stade Cornellà-El Prat, il est titularisé et dispute 90 minutes, avant que le terrain soit envahit par les supporters après le coup de sifflet final (victoire, 2-0),. Le 27 septembre 2022, à l'occasion du deuxième match de la trêve internationale face au Paraguay, il est titularisé et dispute 90 minutes au Stade Benito-Villamarín (match nul, 0-0).
Le 10 novembre 2022, il figure officiellement dans la liste des 26 joueurs sélectionnés par Walid Regragui pour prendre part à la Coupe du monde 2022 au Qatar. Titulaire lors du premier match face à la Croatie, il parvient à réaliser un clean-sheet grâce à sa charnière qu'il forme avec Nayef Aguerd (match nul, 0-0). Le 27 novembre 2022, à l'occasion du deuxième match de poule face à la Belgique, il frôle le ballon de la tête sur un coup franc tiré par Abdelhamid Sabiri. Le but lui est alors attribué (victoire, 2-0). Victorieux face au Canada (2-1), il dispute les huitièmes de finale face à l'Espagne, atteignant la séance des tirs au but (victoire, 3-0) et les quarts de finale face au Portugal (victoire, 1-0). Jouant les matchs blessé, il est tout de même titularisé par Regragui pour la demi-finale contre la France, avant que ce dernier ne soit aussitôt remplacé dans les premières minutes du match (défaite, 2-0). Les Marocains disputent le match de la troisième place face à la Croatie (défaite, 2-1).
Le 20 décembre 2022, à l'occasion de son retour du Qatar, il est invité avec ses coéquipiers au Palais royal de Rabat par le roi Mohammed VI, le prince Hassan III et Moulay Rachid pour être officiellement décoré Ordre du Trône, héritant du grade officier,,,.

#### Qualifications et Coupe d'Afrique 2023
Le 25 mars 2023, les Marocains font leur retour à domicile et sont accueillis par 65 000 supporters au Stade Ibn-Batouta de Tanger à l'occasion d'un match amical face au Brésil (victoire, 2-1),,. Romain Saïss dispute ce match en étant titularisé et est à l'origine d'une prestation remarquable. Il reçoit les félicitations de son sélectionneur Walid Regragui qui déclare en conférence d'après-match : « Tout le monde envoyait Saïss en dehors du XI lorsqu'il a signé à Beşiktaş JK. Aujourd'hui, tu vois que c'est un lion ! ». Cette victoire du Maroc entre dans l'histoire et l'équipe du Maroc devient la première équipe arabe de l'histoire à battre le Brésil. Ce match bat également une audience record au sein de la population marocaine locale avec au moins 10 millions de téléspectateurs,. Plus tard après le match, Saïss déclare à l'occaison d'une émission de RMC Sport ne plus pouvoir nier avoir le statut de favori pour la prochaine Coupe d'Afrique des nations. Trois jours plus tard face au Pérou, il est de nouveau titularisé et les Marocains font match nul au Stade Metropolitano de Madrid (0-0),.
Sélectionné en septembre 2023, le premier match contre le Liberia, entrant dans le cadre des qualifications à la CAN 2023 est annulé et reporté à la suite du seisme du Maroc,. Cependant, le deuxième match prévu en amical contre le Burkina Faso est maintenu et joué au Stade Bollaert-Delelis de Lens,. Lors de ce match, il est titularisé (victoire, 1-0),.
Le 28 décembre 2023, il est retenu dans la liste des vingt-sept joueurs marocains sélectionnés par Walid Regragui pour disputer la Coupe d'Afrique des nations 2023,,. Le 17 janvier 2024, lors de la CAN 2023, Romain Saïss joue son premier match du tournoi, contribuant à la victoire du Maroc 3-0 contre la Tanzanie au Stade Laurent Pokou de San-Pédro, durant lequel il est l'auteur du premier but inscrit,. Au cours du tournoi, le Maroc concède ensuite un match nul 1-1 contre la République démocratique du Congo, une rencontre notée pour une altercation générale en fin de match,. Lors du troisième match, un second clean-sheet est réalisé, contribuant à la victoire 1-0 contre la Zambie. En huitièmes de finale, les Lions de l'Atlas sont éliminés par l'Afrique du Sud sur un score de 2-0,.

## Style de jeu
Le style de jeu de Romain Saïss est axé sur la robustesse physique et la capacité à récupérer le ballon. Il est un joueur très athlétique, doté d'une grande force physique et d'une endurance exceptionnelle. Il est capable de couvrir beaucoup de terrain pendant les matchs et de s'engager dans des duels physiques avec les adversaires. Il est également très courageux et ne craint pas les contacts. Leader dans son rôle de capitaine en sélection, ses points forts sont son intelligence de jeu, sa combativité et sa rapidité. Il est décrit par Fabien Mirat (son entraîneur à l'AS Valence) comme étant grand de taille (1,90 m) avec un bon jeu de tête, un très bon pied gauche et un gros volume de jeu.
Qualifié de « polyvalent », Romain Saïss commence au niveau professionnel au poste de milieu récupérateur. Pouvant évoluer dans plusieurs postes, il peut évoluer en défense comme dans le milieu de terrain. En tant que défenseur central, Saiss est très solide dans les duels aériens et possède une bonne lecture du jeu qui lui permet de contrer les attaques adverses. Il est également capable de jouer avec calme et sang-froid dans des situations de pression. En tant que milieu défensif, Saiss est un joueur très agressif qui a une grande capacité à récupérer le ballon et à perturber le jeu adverse. Il est également capable de faire des passes précises pour lancer des contre-attaques rapides pour son équipe.
S'inspirant du jeu du footballeur Sergio Busquets, il met en pratique un positionnement et une simplicité de jeu similaire à celle de l'international espagnol. Ce dernier déclare dans un reportage Netflix à propos de Saïss : « Saïss ? Je l'ai connu quand il jouait en Premier League. Il encourage ses coéquipiers à chaque action. C'est un joueur qui donne toujours les directives à son équipe, surtout à la défense, pour que tous les défenseurs défendent bien ensemble. »,.

## Statistiques

### Statistiques détaillées
| Saison                | Club                    | Championnat           | Championnat | Championnat | Coupe(s) nationale(s) | Coupe(s) nationale(s) | Compétition(s) continentale(s) | Compétition(s) continentale(s) | Compétition(s) continentale(s) | Maroc | Maroc | Total | Total |
| Saison                | Club                    | Division              | M.          | B.          | M.                    | B.                    | Comp.                          | M.                             | B.                             | M.    | B.    | M.    | B.    |
| 2010-2011             | AS Valence              | CFA 2                 | 13          | 4           | 0                     | 0                     | -                              | -                              | -                              | -     | -     | 13    | 4     |
| Sous-total            | Sous-total              | Sous-total            | 13          | 4           | 0                     | 0                     | -                              | -                              | -                              | -     | -     | 13    | 4     |
| 2011-2012             | Clermont Foot           | Ligue 2               | 17          | 1           | 2                     | 0                     | -                              | -                              | -                              | -     | -     | 19    | 1     |
| 2012-2013             | Clermont Foot           | Ligue 2               | 31          | 0           | 3                     | 0                     | -                              | -                              | -                              | 1     | 0     | 35    | 0     |
| Sous-total            | Sous-total              | Sous-total            | 48          | 1           | 5                     | 0                     | -                              | -                              | -                              | 1     | 0     | 54    | 1     |
| 2013-2014             | Le Havre AC             | Ligue 2               | 27          | 1           | 1                     | 0                     | -                              | -                              | -                              | -     | -     | 28    | 1     |
| 2014-2015             | Le Havre AC             | Ligue 2               | 34          | 2           | 3                     | 0                     | -                              | -                              | -                              | -     | -     | 37    | 2     |
| Sous-total            | Sous-total              | Sous-total            | 61          | 3           | 4                     | 0                     | -                              | -                              | -                              | -     | -     | 65    | 3     |
| 2015-2016             | Angers SCO              | Ligue 1               | 35          | 2           | 2                     | 0                     | -                              | -                              | -                              | 4     | 0     | 41    | 2     |
| Sous-total            | Sous-total              | Sous-total            | 35          | 2           | 2                     | 0                     | -                              | -                              | -                              | 4     | 0     | 41    | 2     |
| 2016-2017             | Wolverhampton Wanderers | Championship          | 24          | 0           | 1                     | 0                     | -                              | -                              | -                              | 12    | 1     | 37    | 1     |
| 2017-2018             | Wolverhampton Wanderers | Championship          | 42          | 4           | 2                     | 0                     | -                              | -                              | -                              | 11    | 0     | 55    | 4     |
| 2018-2019             | Wolverhampton Wanderers | Premier League        | 19          | 2           | 7                     | 0                     | -                              | -                              | -                              | 10    | 0     | 36    | 2     |
| 2019-2020             | Wolverhampton Wanderers | Premier League        | 33          | 2           | 2                     | 0                     | C3                             | 14                             | 1                              | 2     | 0     | 51    | 3     |
| 2020-2021             | Wolverhampton Wanderers | Premier League        | 27          | 3           | 3                     | 0                     | -                              | -                              | -                              | 7     | 0     | 37    | 3     |
| 2021-2022             | Wolverhampton Wanderers | Premier League        | 31          | 2           | 1                     | 1                     | -                              | -                              | -                              | 15    | 0     | 47    | 3     |
| Sous-total            | Sous-total              | Sous-total            | 176         | 13          | 16                    | 1                     | -                              | 14                             | 1                              | 59    | 1     | 265   | 16    |
| 2022-2023             | Beşiktaş JK             | Süper Lig             | 23          | 1           | 1                     | 0                     | -                              | -                              | -                              | 10    | 0     | 34    | 1     |
| Sous-total            | Sous-total              | Sous-total            | 23          | 1           | 1                     | 0                     | -                              | 0                              | 0                              | 10    | 0     | 34    | 1     |
| 2023-2024             | Al-Sadd SC              | QSL                   | -           | -           | -                     | -                     | -                              | -                              | -                              | -     | -     | 0     | 0     |
| Sous-total            | Sous-total              | Sous-total            | -           | -           | -                     | -                     | -                              | -                              | -                              | -     | -     | 0     | 0     |
| 2023-2024             | Al-Shabab FC (prêt)     | Saudi Pro League      | 25          | 4           | 2                     | 0                     | CAC                            | 3                              | 0                              | 7     | 1     | 37    | 5     |
| Sous-total            | Sous-total              | Sous-total            | 25          | 4           | 2                     | 0                     | -                              | 3                              | 0                              | 7     | 1     | 37    | 5     |
| Total sur la carrière | Total sur la carrière   | Total sur la carrière | 379         | 28          | 30                    | 2                     | -                              | 17                             | 1                              | 81    | 3     | 507   | 34    |

### En sélection
| Matches internationaux de Romain Saïss | Matches internationaux de Romain Saïss | Matches internationaux de Romain Saïss                        | Matches internationaux de Romain Saïss | Matches internationaux de Romain Saïss | Matches internationaux de Romain Saïss | Matches internationaux de Romain Saïss   | Matches internationaux de Romain Saïss |
| 0                                      | Date                                   | Lieu                                                          | Adversaire                             | Score                                  | Résultats                              | Compétitions                             |                                        |
| -------------------------------------- | -------------------------------------- | ------------------------------------------------------------- | -------------------------------------- | -------------------------------------- | -------------------------------------- | ---------------------------------------- | -------------------------------------- |
| 1                                      | 14 novembre 2012                       | Stade Mohammed-V, Casablanca, Maroc                           | Togo                                   | —                                      | 0-1                                    | Match amical                             |                                        |
| 2                                      | 26 mars 2016                           | Estádio Nacional de Cabo Verde, Praia, Cap-Vert               | Cap-Vert                               | —                                      | 0-1                                    | Qualifications à la Coupe d'Afrique 2017 |                                        |
| 3                                      | 29 mars 2016                           | Grand Stade de Marrakech, Marrakech, Maroc                    | Cap-Vert                               | —                                      | 2-0                                    | Qualifications à la Coupe d'Afrique 2017 |                                        |
| 4                                      | 27 mai 2016                            | Stade Ibn Batouta, Tanger, Maroc                              | Congo                                  | —                                      | 2-0                                    | Match amical                             |                                        |
| 5                                      | 3 juin 2016                            | Stade olympique de Radès, Radès, Tunisie                      | Libye                                  | —                                      | 1-1                                    | Qualifications à la Coupe d'Afrique 2017 |                                        |
| 6                                      | 8 octobre 2016                         | Stade de Franceville, Franceville, Gabon                      | Gabon                                  | —                                      | 0-0                                    | Éliminatoires Coupe du monde 2018        |                                        |
| 7                                      | 12 novembre 2016                       | Grand Stade de Marrakech, Marrakech, Maroc                    | Côte d'Ivoire                          | —                                      | 0-0                                    | Éliminatoires Coupe du monde 2018        |                                        |
| 8                                      | 15 novembre 2016                       | Grand Stade de Marrakech, Marrakech, Maroc                    | Togo                                   | —                                      | 2-1                                    | Match amical                             |                                        |
| 9                                      | 9 janvier 2017                         | Stade Tahnoun bin Mohammed, Al-Aïn, Émirats arabes unis       | Finlande                               | —                                      | 0-1                                    | Match amical (non-FIFA)                  |                                        |
| 10                                     | 16 janvier 2017                        | Stade d'Oyem, Oyem, Gabon                                     | RD Congo                               | —                                      | 1-0                                    | Coupe d'Afrique 2017                     |                                        |
| 11                                     | 20 janvier 2017                        | Stade d'Oyem, Oyem, Gabon                                     | Togo                                   | 2-1                                    | 3-1                                    | Coupe d'Afrique 2017                     |                                        |
| 12                                     | 24 janvier 2017                        | Stade d'Oyem, Oyem, Gabon                                     | Côte d'Ivoire                          | —                                      | 1-0                                    | Coupe d'Afrique 2017                     |                                        |
| 13                                     | 29 janvier 2017                        | Stade de Port-Gentil, Port-Gentil, Gabon                      | Égypte                                 | —                                      | 1-0                                    | Coupe d'Afrique 2017                     |                                        |
| 14                                     | 24 mars 2017                           | Grand Stade de Marrakech, Marrakech, Maroc                    | Burkina Faso                           | —                                      | 2-0                                    | Match amical                             |                                        |
| 15                                     | 28 mars 2017                           | Grand Stade de Marrakech, Marrakech, Maroc                    | Tunisie                                | —                                      | 1-0                                    | Match amical                             |                                        |
| 16                                     | 31 mai 2017                            | Stade Adrar, Agadir, Maroc                                    | Pays-Bas                               | —                                      | 1-2                                    | Match amical                             |                                        |
| 17                                     | 10 juin 2017                           | Stade Ahmadou-Ahidjo, Yaoundé, Cameroun                       | Cameroun                               | —                                      | 1-0                                    | Qualifications à la Coupe d'Afrique 2019 |                                        |
| 18                                     | 1er septembre 2017                     | Complexe sportif Moulay-Abdallah, Rabat, Maroc                | Mali                                   | —                                      | 6-0                                    | Éliminatoires Coupe du monde 2018        |                                        |
| 19                                     | 5 septembre 2017                       | Stade du 26 Mars, Bamako, Mali                                | Mali                                   | —                                      | 0-0                                    | Éliminatoires Coupe du monde 2018        |                                        |
| 20                                     | 7 octobre 2017                         | Stade Mohammed-V, Casablanca, Maroc                           | Gabon                                  | —                                      | 3-0                                    | Éliminatoires Coupe du monde 2018        |                                        |
| 21                                     | 11 novembre 2017                       | Stade Félix-Houphouët-Boigny, Abidjan, Maroc                  | Côte d'Ivoire                          | —                                      | 0-2                                    | Éliminatoires Coupe du monde 2018        |                                        |
| 22                                     | 23 mars 2018                           | Stade olympique de Turin, Turin, Italie                       | Serbie                                 | —                                      | 1-2                                    | Match amical                             |                                        |
| 23                                     | 27 mars 2018                           | Stade Mohammed-V, Casablanca, Maroc                           | Ouzbékistan                            | —                                      | 2-0                                    | Match amical                             |                                        |
| 24                                     | 31 mai 2018                            | Stade de Genève, Genève, Suisse                               | Ukraine                                | —                                      | 0-0                                    | Match amical                             |                                        |
| 25                                     | 4 juin 2018                            | Stade de Genève, Genève, Suisse                               | Slovaquie                              | —                                      | 1-2                                    | Match amical                             |                                        |
| 26                                     | 9 juin 2018                            | A. Le Coq Arena, Tallinn, Estonie                             | Estonie                                | —                                      | 1-3                                    | Match amical                             |                                        |
| 27                                     | 15 juin 2018                           | Stade Krestovski, Saint-Pétersbourg, Russie                   | Iran                                   | —                                      | 0-1                                    | Coupe du monde 2018                      |                                        |
| 28                                     | 25 juin 2018                           | Baltika Arena, Kaliningrad, Russie                            | Espagne                                | —                                      | 2-2                                    | Coupe du monde 2018                      |                                        |
| 29                                     | 8 septembre 2018                       | Stade Mohammed-V, Casablanca, Maroc                           | Malawi                                 | —                                      | 3-0                                    | Qualifications CAN 2019                  |                                        |
| 30                                     | 13 octobre 2018                        | Stade Mohammed-V, Casablanca, Maroc                           | Comores                                | —                                      | 1-0                                    | Qualifications CAN 2019                  |                                        |
| 31                                     | 16 octobre 2018                        | Stade Said Mohamed Cheikh, Mitsamiouli, Comores               | Comores                                | —                                      | 2-2                                    | Qualifications CAN 2019                  |                                        |
| 32                                     | 20 novembre 2018                       | Stade olympique de Radès, Radès, Tunisie                      | Tunisie                                | —                                      | 0-1                                    | Match amical                             |                                        |
| 33                                     | 26 mars 2019                           | Stade Ibn-Batouta, Tanger, Maroc                              | Argentine                              | —                                      | 0-1                                    | Match amical                             |                                        |
| 34                                     | 12 juin 2019                           | Stade de Marrakech, Marrakech, Maroc                          | Gambie                                 | —                                      | 0-1                                    | Match amical (non-FIFA)                  |                                        |
| 35                                     | 16 juin 2019                           | Stade de Marrakech, Marrakech, Maroc                          | Zambie                                 | —                                      | 2-3                                    | Match amical                             |                                        |
| 36                                     | 23 juin 2019                           | Stade de l'Académie militaire du Caire, Le Caire, Égypte      | Namibie                                | —                                      | 1-0                                    | Coupe d'Afrique 2019                     |                                        |
| 37                                     | 28 juin 2019                           | Stade de l'Académie militaire du Caire, Le Caire, Égypte      | Côte d'Ivoire                          | —                                      | 1-0                                    | Coupe d'Afrique 2019                     |                                        |
| 38                                     | 1er juillet 2019                       | Stade de l'Académie militaire du Caire, Le Caire, Égypte      | Afrique du Sud                         | —                                      | 1-0                                    | Coupe d'Afrique 2019                     |                                        |
| 39                                     | 5 juillet 2019                         | Stade de l'Académie militaire du Caire, Le Caire, Égypte      | Bénin                                  | —                                      | 1-1                                    | Coupe d'Afrique 2019                     |                                        |
| 40                                     | 15 novembre 2019                       | Complexe sportif Moulay-Abdallah, Rabat, Maroc                | Mauritanie                             | —                                      | 0-0                                    | Qualifications à la Coupe d'Afrique 2021 |                                        |
| 41                                     | 19 novembre 2019                       | Stade du Prince Louis Rwagasore, Bujumbura, Burundi           | Burundi                                | —                                      | 0-3                                    | Qualifications à la Coupe d'Afrique 2021 |                                        |
| 42                                     | 9 octobre 2020                         | Complexe sportif Moulay-Abdallah, Rabat, Maroc                | Sénégal                                | —                                      | 3-1                                    | Match amical                             |                                        |
| 43                                     | 13 novembre 2020                       | Stade Mohammed V, Casablanca, Maroc                           | Centrafrique                           | —                                      | 4-1                                    | Qualifications à la Coupe d'Afrique 2021 |                                        |
| 44                                     | 17 novembre 2020                       | Stade de la Réunification, Douala, Cameroun                   | Centrafrique                           | —                                      | 0-2                                    | Qualifications à la Coupe d'Afrique 2021 |                                        |
| 45                                     | 26 mars 2021                           | Stade Cheikha Ould Boïdiya, Nouakchott, Mauritanie            | Mauritanie                             | —                                      | 0-0                                    | Qualifications à la Coupe d'Afrique 2021 |                                        |
| 46                                     | 30 mars 2021                           | Complexe sportif Moulay-Abdallah, Rabat, Maroc                | Burundi                                | —                                      | 1-0                                    | Qualifications à la Coupe d'Afrique 2021 |                                        |
| 47                                     | 8 juin 2021                            | Complexe sportif Moulay-Abdallah, Rabat, Maroc                | Ghana                                  | —                                      | 1-0                                    | Match amical                             |                                        |
| 48                                     | 12 juin 2021                           | Complexe sportif Moulay-Abdallah, Rabat, Maroc                | Burkina Faso                           | —                                      | 1-0                                    | Match amical                             |                                        |
| 49                                     | 2 septembre 2021                       | Complexe sportif Moulay-Abdallah, Rabat, Maroc                | Soudan                                 | —                                      | 2-0                                    | Éliminatoires de la CDM 2022             |                                        |
| 50                                     | 6 octobre 2021                         | Complexe sportif Moulay-Abdallah, Rabat, Maroc                | Guinée-Bissau                          | —                                      | 5-0                                    | Éliminatoires de la CDM 2022             |                                        |
| 51                                     | 9 octobre 2021                         | Stade Mohammed V, Casablanca, Maroc                           | Guinée-Bissau                          | —                                      | 0-3                                    | Éliminatoires de la CDM 2022             |                                        |
| 52                                     | 12 octobre 2021                        | Complexe sportif Moulay-Abdallah, Rabat, Maroc                | Guinée                                 | —                                      | 1-4                                    | Éliminatoires de la CDM 2022             |                                        |
| 53                                     | 12 novembre 2021                       | Complexe sportif Moulay-Abdallah, Rabat, Maroc                | Soudan                                 | —                                      | 0-3                                    | Éliminatoires de la CDM 2022             |                                        |
| 54                                     | 10 janvier 2022                        | Stade Ahmadou-Ahidjo, Yaoundé, Cameroun                       | Ghana                                  | —                                      | 1-0                                    | Coupe d'Afrique 2021                     |                                        |
| 55                                     | 14 janvier 2022                        | Stade Ahmadou-Ahidjo, Yaoundé, Cameroun                       | Comores                                | —                                      | 2-0                                    | Coupe d'Afrique 2021                     |                                        |
| 56                                     | 18 janvier 2022                        | Stade Ahmadou-Ahidjo, Yaoundé, Cameroun                       | Gabon                                  | —                                      | 2-2                                    | Coupe d'Afrique 2021                     |                                        |
| 57                                     | 25 janvier 2022                        | Stade Ahmadou-Ahidjo, Yaoundé, Cameroun                       | Malawi                                 | —                                      | 2-1                                    | Coupe d'Afrique 2021                     |                                        |
| 58                                     | 30 janvier 2022                        | Stade Ahmadou-Ahidjo, Yaoundé, Cameroun                       | Égypte                                 | —                                      | 2-1                                    | Coupe d'Afrique 2021                     |                                        |
| 59                                     | 25 mars 2022                           | Stade des Martyrs, Kinshasa, République démocratique du Congo | RD Congo                               | —                                      | 1-1                                    | Éliminatoires de la CDM 2022             |                                        |
| 60                                     | 29 mars 2022                           | Stade Mohammed-V, Casablanca, Maroc                           | RD Congo                               | —                                      | 4-1                                    | Éliminatoires de la CDM 2022             |                                        |
| 61                                     | 2 juin 2022                            | TQL Stadium, Cincinnati, États-Unis                           | États-Unis                             | —                                      | 3-0                                    | Match amical                             |                                        |
| 62                                     | 9 juin 2022                            | Complexe sportif Moulay-Abdallah, Rabat, Maroc                | Afrique du Sud                         | —                                      | 2-1                                    | Qualifications à la Coupe d'Afrique 2023 |                                        |
| 63                                     | 13 juin 2022                           | Stade Mohammed-V, Casablanca, Maroc                           | Liberia                                | —                                      | 0-2                                    | Qualifications à la Coupe d'Afrique 2023 |                                        |
| 64                                     | 23 septembre 2022                      | Stade Cornellà-El Prat, Barcelone, Espagne                    | Chili                                  | —                                      | 2-0                                    | Match amical                             |                                        |
| 65                                     | 27 septembre 2022                      | Stade Benito-Villamarín, Séville, Espagne                     | Paraguay                               | —                                      | 0-0                                    | Match amical                             |                                        |
| 66                                     | 17 novembre 2022                       | Stade de Sharjah, Sharjah, Émirats arabes unis                | Géorgie                                | —                                      | 3-0                                    | Match amical                             |                                        |
| 67                                     | 23 novembre 2022                       | Stade Al-Bayt, Al-Khor, Qatar                                 | Croatie                                | —                                      | 0-0                                    | Coupe du monde 2022                      |                                        |
| 68                                     | 27 novembre 2022                       | Stade Al-Thumama, Doha, Qatar                                 | Belgique                               | 0-1                                    | 0-2                                    | Coupe du monde 2022                      |                                        |
| 69                                     | 1er décembre 2022                      | Stade Al-Thumama, Doha, Qatar                                 | Canada                                 | —                                      | 2-1                                    | Coupe du monde 2022                      |                                        |
| 70                                     | 6 décembre 2022                        | Stade Education City, Al Rayyan, Qatar                        | Espagne                                | —                                      | 0-0                                    | Coupe du monde 2022                      |                                        |
| 71                                     | 10 décembre 2022                       | Stade Al-Thumama, Doha, Qatar                                 | Portugal                               | —                                      | 1-0                                    | Coupe du monde 2022                      |                                        |
| 72                                     | 14 décembre 2022                       | Stade Al-Bayt, Al-Khor, Qatar                                 | France                                 | —                                      | 2-0                                    | Coupe du monde 2022                      |                                        |
| 73                                     | 25 mars 2023                           | Grand Stade de Tanger, Tanger, Maroc                          | Brésil                                 | —                                      | 2-1                                    | Match amical                             |                                        |
| 74                                     | 28 mars 2023                           | Estadio Metropolitano, Madrid                                 | Pérou                                  | —                                      | 0-0                                    | Match amical                             |                                        |
| 75                                     | 17 juin 2023                           | FNB Stadium, Johannesbourg                                    | Afrique du Sud                         | —                                      | 1-2                                    | Éliminatoires de la CAN 2023             |                                        |
| 76                                     | 12 septembre 2023                      | Stade Bollaert-Delelis, Lens                                  | Burkina Faso                           | —                                      | 1-0                                    | Match amical                             |                                        |
| 77                                     | 14 octobre 2023                        | Stade Félix-Houphouët-Boigny, Abidjan, Côte d'Ivoire          | Côte d'Ivoire                          | —                                      | 1-1                                    | Match amical                             |                                        |
| 78                                     | 17 octobre 2023                        | Stade Adrar, Agadir, Maroc                                    | Liberia                                | —                                      | 3-0                                    | Éliminatoires de la CAN 2023             |                                        |
| 79                                     | 21 novembre 2023                       | Benjamin Mkapa National Stadium, Dar es Salaam                | Tanzanie                               | —                                      | 0-2                                    | Éliminatoires de la CDM 2026             |                                        |
| 80                                     | 17 janvier 2024                        | Stade Laurent Pokou, San-Pédro                                | Tanzanie                               | 1-0                                    | 3-0                                    | CAN 2023                                 |                                        |
| 81                                     | 21 janvier 2024                        | Stade Laurent Pokou, San-Pédro                                | RD Congo                               | —                                      | 1-1                                    | CAN 2023                                 |                                        |
| 82                                     | 30 janvier 2024                        | Stade Laurent Pokou, San-Pédro                                | Afrique du Sud                         | —                                      | 0-2                                    | CAN 2023                                 |                                        |
| 83                                     | 7 juin 2024                            | Stade Adrar, Agadir, Maroc                                    | Zambie                                 | —                                      | 2-1                                    | Éliminatoires de la CDM 2026             |                                        |

### Buts internationaux
| Buts internationaux de Romain Saïss | Buts internationaux de Romain Saïss | Buts internationaux de Romain Saïss           | Buts internationaux de Romain Saïss | Buts internationaux de Romain Saïss | Buts internationaux de Romain Saïss | Buts internationaux de Romain Saïss | Buts internationaux de Romain Saïss | Buts internationaux de Romain Saïss | Buts internationaux de Romain Saïss |
| 0                                   | Date                                | Lieu                                          | Compétition                         | Résultat                            | Adversaire                          | Détail                              | Détail                              | Détail                              | Sél.                                |
| ----------------------------------- | ----------------------------------- | --------------------------------------------- | ----------------------------------- | ----------------------------------- | ----------------------------------- | ----------------------------------- | ----------------------------------- | ----------------------------------- | ----------------------------------- |
| 1er                                 | 20 janvier 2017                     | Stade d'Oyem, Oyem, Gabon                     | CAN 2017                            | V 3-1                               | Togo                                | 21e                                 | de la tête                          | 2-1                                 | 11e                                 |
| 2e                                  | 27 novembre 2022                    | Stade Al-Thumama, Doha, Qatar                 | Coupe du monde 2022                 | V 2-0                               | Belgique                            | 73e                                 | de la tête                          | 1-0                                 | 67e                                 |
| 3e                                  | 17 janvier 2024                     | Stade Laurent Pokou, San-Pédro, Côte d'Ivoire | CAN 2023                            | V 3-0                               | Tanzanie                            | 30e                                 | du pied gauche                      | 1-0                                 | 79e                                 |

## Palmarès
Romain Saïss a connu une carrière marquante grâce à ses performances dans différents clubs et à sa reconnaissance sur le plan international. Formé à l'AS Valence, Saïss a fait ses débuts professionnels en France, passant par des clubs tels que Clermont Foot et Le Havre. En 2015, il rejoint Angers SCO, où il dispute pour la première fois la Ligue 1 et se distingue en tant que meilleur joueur de la saison 2015-2016.
Saïss poursuit sa carrière en rejoignant les Wolverhampton Wanderers FC en 2016. Avec ce club, il remporte le championnat d'Angleterre de deuxième division, la Championship, en 2018. Cette victoire a été un moment marquant de sa carrière, soulignant sa capacité à performer à un haut niveau dans le football anglais. En 2021, Romain Saïss est honoré en étant inclus dans l'équipe-type du Maghreb par le prestigieux journal français L'Équipe. Cette reconnaissance souligne son impact dans la région du Maghreb et son influence sur le terrain.
Saïss atteint un nouveau sommet en 2022, lorsqu'il est nommé dans l'équipe-type du continent africain par l'International Federation of Football History & Statistics (IFFHS). Cette distinction met en lumière son statut de joueur de premier plan en Afrique. De plus, Romain Saïss est sélectionné dans l'équipe-type africaine de la Coupe du monde 2022, en tant que défenseur central, par la rédaction de TV5 Monde, mais également dans l'équipe-type du Mondial 2022 concoctée par le journal L'Équipe, ce qui souligne son rôle essentiel lors de cette compétition mondiale,.

## Décorations
- Officier de l'ordre du Trône — Le 20 décembre 2022, il est décoré officier de l'ordre du Wissam al-Arch[84] — ordre du Trône[85] — par le roi Mohammed VI au Palais royal de Rabat.

## Vie privée

### Humanitaire
Le 9 septembre 2023, alors qu'il se trouve à Agadir, il se présente exclusivement à l'hôpital avec ses coéquipiers de la sélection marocaine pour un don de sang pour les blessés du séisme au Maroc,,.

### Divers
Alors qu'il participait à un match de championnat en hiver 2016 face au Newcastle United, Romain Saïss sera victime d'une injure raciale en plein match de la part de Jonjo Shelvey. L'auteur sera condamné à cinq matchs de suspension et à une amende de 112 000 euros.

### Documentaires et interviews
- [vidéo] (ar) Série télévisée Dreamers diffusé en exclusivité sur Arryadia à partir du 6 juin 2023[90]
- [vidéo] (fr) Documentaire Capitaines de la Coupe du monde diffusé en exclusivité sur Netflix à partir du 22 décembre 2023[78]